# 冬天的故事

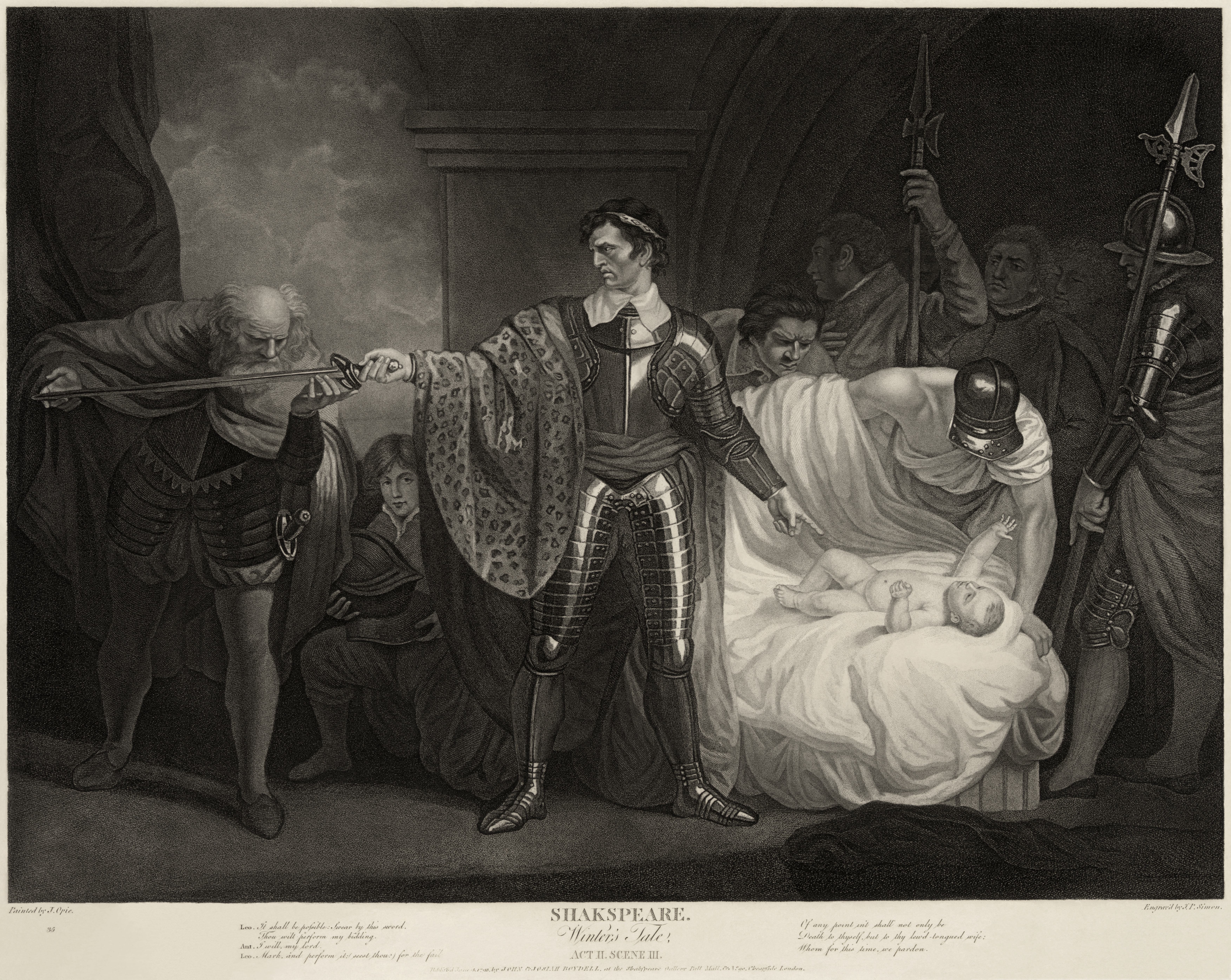
第二幕第三场：安蒂冈努斯发誓对莱昂特斯忠诚，试图挽救莱昂特斯年幼的女儿的生命。约翰·奥佩绘制，博伊德尔·莎士比亚画廊雕版印刷并展出

《冬天的故事》（英語：The Winter's Tale）是英国剧作家威廉·莎士比亚的作品，1623年首次发行于《第一对开本》。尽管它首次发行时被列为喜剧类型，一些现代的编辑则将其列入“传奇剧” 。因为其前三幕充满了紧张的心理描写，而后两幕为喜剧并且有一个欢喜的结局，因此一些评论家，其中包括W·W·劳伦斯，认为它是莎士比亚“问题剧” 之一。尽管如此，这部作品时常非常受欢迎，并且在莎士比亚剧作表演历史中经常被一些先锋戏剧实验者改编为不同的形式和版本。

## 故事来源

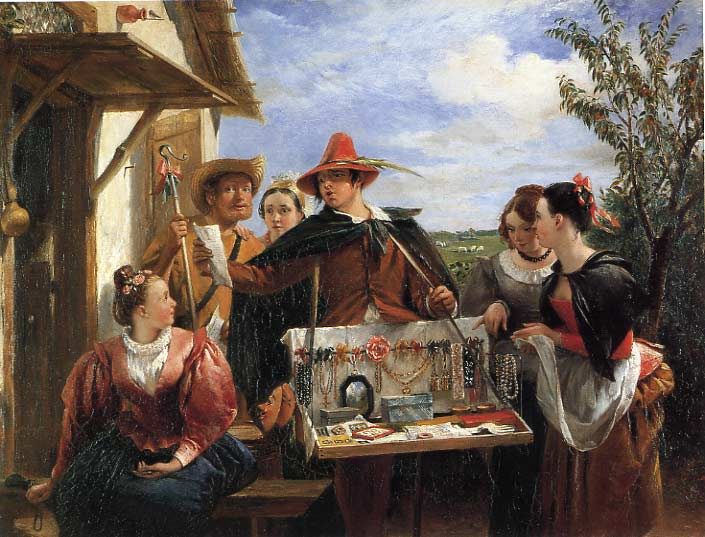
奥托吕科斯 (1836年)，作者：查尔斯·罗伯特·莱斯利

《冬天的故事》的主要情节取自1590年出版的罗伯特·格林的田园传奇剧《潘朵斯托》（英語：Pandosto）。莎士比亚对情节的修改是一反常态地少，尤其考虑到传奇剧的非戏剧化的特点，莎士比亚的忠于原作使《冬天的故事》具有最显著的特点：第三幕和第四幕之间有16年的跨越。
剧情在名字、地点和细节方面有小的修改，不过最大的变化在故事的结果，埃尔米奥娜的复活和莱昂特斯的自杀。《潘朵斯托》里的埃尔米奥娜在指控通奸后死亡，而莱昂特斯回顾他所作的事情后自杀。《冬天的故事》里埃尔米奥娜的存活可能是为了创造最后一幕场景，与《潘朵斯托》相比有很大的主题变化。罗伯特·格林沿袭了常见的希腊风格的传奇剧的特点，失踪的王子或公主归来恢复了秩序并提供了上帝最后控制结局的感觉。相比之下，莎士比亚的作品中，不仅重新恢复了秩序，还使莱昂特斯和埃尔米奥娜团聚。莱昂特斯不仅仅是活了下来，并且使剧本的结局最终皆大欢喜。
有人认为，从1590年代开始采用田园传奇剧风格意味着莎士比亚戏剧生涯的结束，莎士比亚对他的年轻时代采用的戏剧手法有了新的兴趣。
现代历史学家埃里克·艾夫斯（英語：Eric Ives）认为，该剧实际上是描写了安·波林的垮台，她因为错误的通奸指控而被其丈夫亨利八世于1536年斩首。两个故事间有很多相同之处——包括亨利最好的朋友之一，亨利·诺里斯爵士，被指控为安的假设的情人之一而斩首，为了救命他拒绝认罪，声称所有人都知道王后是无辜的。如果这一推理成立，珀迪塔则是安唯一的女儿伊丽莎白一世的戏剧描写。

## 创作时间和版本

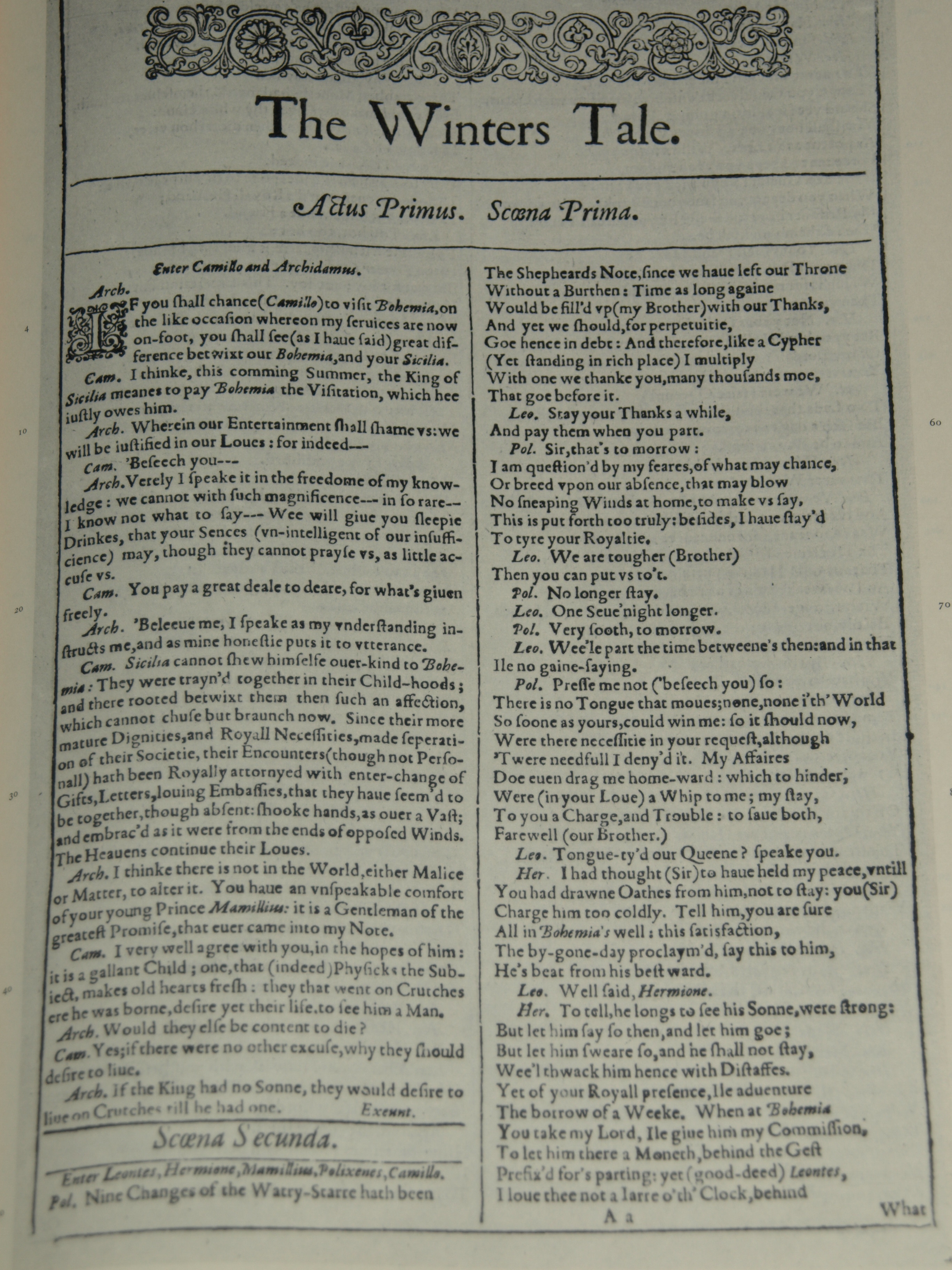
1623年出版的《第一对开本》中《冬天的故事》的扉页的影印版本

根据塞缪尔·A·坦南鲍姆（Samuel A. Tannenbaum）博士研究，“超过半个世纪以来，学者一直在争论《冬天的故事》究竟是莎士比亚最初的作品之一还是最后的作品之一。”查尔斯·巴雷尔（英語：Charles Barrell）将最后的日期确定为1594年，然而许多评论家相信该剧为莎士比亚后期作品之一，可能写于1610年或1611年。
直到1623年的《第一对开本》，该剧本没有发表过。然而，一些研究人员，包括查尔斯·巴雷尔和A·R·凯恩克罗斯（英語：A.R. Cairncross），认为1594年5月22日，该剧的一个盗版版本出现在书目中，标题为《冬日的闲暇》（英語：a Wynters nightes pastime）。

## 演出
伊丽莎白时代的占星家西蒙·福曼（英語：Simon Forman）在他的日记中写道，1611年5月11日，他在环球剧场观看了《冬天的故事》，这是关于该剧演出的最早记录。之后的1611年11月5日该剧在宫廷中为詹姆士一世表演。1613年2月14日，为庆祝伊丽莎白公主嫁给腓特烈五世，该剧还在白厅宫表演。之后的几次宫廷表演为1618年4月7日、1623年1月18日、1634年1月16日。
在复辟期间，与其他许多莎士比亚戏剧不同的是，《冬天的故事》并没有很快重演。1741年在古德曼剧场和1742年在科芬园演出。改编版本于1754年在科芬园和1756年在特鲁里街的皇家歌剧院演出，其名称分别为《剪羊毛》（英語：Sheep-Shearing）和《弗洛里扎尔和珀迪塔》（英語：Florizal and Perdita）。
1951年，由彼德·布鲁克（英語：Peter Brook）导演，约翰·吉尔古德（英語：John Gielgud）饰演莱昂特斯的版本在伦敦演出，也是该剧本最近的最著名的演出。其他有名的版本包括1811年的约翰·菲利普·肯布尔（英語：John Philip Kemble）版本、1845年的塞缪尔·菲尔普斯（英語：Samuel Phelps）版本，1856年的查尔斯·基恩（英語：Charles Kean）主演的版本以其精细的布景和服装而著称。 1887年约翰斯顿·福布斯-罗伯逊（英語：Johnston Forbes-Robertson）饰演的莱昂特斯令人印象深刻，1906年赫伯特·比尔博姆·特里（英語：Herbert Beerbohm Tree）则扮演了同一角色。在百老汇剧院主演该剧时间最长的为亨利·丹尼尔（英語：Henry Daniell）和杰茜·劳斯·兰迪斯（英語：Jessie Royce Landis），他们于1946年表演了39场。1980年，前皇家莎士比亚剧团副艺术总监的戴维·琼斯（英語：David Jones）在布鲁克林音乐学院创建新的剧团，选择《冬天的故事》作为表演剧目，主演布莱恩·默里（英語：Brian Murray）。1983年，河畔莎士比亚剧团的《第一对开本》的剧本基础上，在曼哈顿的莎士比亚中心上演。1993年，阿德里安·诺贝尔（英語：Adrian Noble）为他担任艺术总监的皇家莎士比亚剧团导演的一个改编版本获得一项最佳导演奖，1994年他将之带到了布鲁克林音乐学院。
这出戏包含了莎士比亚舞台剧最出名的舞台提示“Exit, pursued by a bear”（被熊驱逐退场），描绘了安蒂冈努斯的死亡。目前尚不清楚莎士比亚是使用了一只真的熊还是一位演员穿着熊的服装。皇家莎士比亚剧团在该剧的一个演出版本中，使用了大量的丝绸，这些丝绸移动并变化形状，象征着安蒂冈努斯旅行时遇到的熊和大风。

## 主要人物
- 莱昂特斯（Leontes） -  西西里国王，波西米亚国王波利克塞尼斯的儿时伙伴。他陷入嫉妒的幻想之中，认为波利克塞尼斯和他的妻子埃尔米奥娜有外遇，他的嫉妒导致了他的家庭的破裂。
- 埃尔米奥娜（Hermione） -  西西里贞洁而美丽的王后。被其丈夫莱昂特斯诬陷为不忠，她显然是因为德尔菲的巫师认为她是无辜后悲伤去世，不过在剧终复活。
- 珀迪塔（Perdita） - 莱昂特斯和埃尔米奥娜的女儿。因为她的父亲认为她是私生子，她在婴儿时就被遗弃在波西米亚的海边，并由一个牧羊人抚养长大。她对自己的王室血统一无所知，爱上了波西米亚王子弗洛里扎尔。
- 波利克塞尼斯（Polixenes） -  波西米亚国王，莱昂特斯的儿时伙伴。他被诬蔑为与莱昂特斯的妻子有暧昧关系，勉强从西西里逃走，保住了性命。之后的生活中，他以为自己唯一的儿子爱上了卑贱的牧羊人的女儿——事实上的西西里公主。
- 弗洛里扎尔（Florizel） - 波利克塞尼斯唯一的儿子和继承人，他爱上珀迪塔，不知道她的王室血统，与她私奔以藐视他的父亲。
- 卡米洛（Camillo） -  一个诚实的西西里贵族，他拒绝执行莱昂特斯毒死波利克塞尼斯的命令，而是决定逃离西西里，为波西米亚国王服务。
- 保利娜（Paulina） -  一个西西里贵妇，她为埃尔米奥娜的贞洁辩护，在埃尔米奥娜死后坚持谴责莱昂特斯。她还是死去的皇后复活的执行人。
- 奥托吕科斯（Autolycus） -  一个无赖的小贩、流浪者和扒手。他偷走了克洛的钱包，并在牧羊人剪羊毛的地方偷了很多东西，不过后来帮助珀迪塔和弗洛里扎尔逃走。
- 牧羊人（Shepherd） - 一个年老可敬的养羊人，他在珀迪塔婴儿时期发现了她并把她当作自己的女儿抚养长大。
- 安蒂冈努斯（Antigonus） -  保利娜的丈夫，也是埃尔米奥娜的忠诚卫士。他得到了一个不幸的任务，将珀迪塔遗弃在波西米亚的海边。
- 克洛（Clown） -  牧羊人的儿子，珀迪塔的哥哥，该角色是一个滑稽丑角。
- 马米留斯（Mamillius） - 西西里年轻的王子，莱昂特斯和埃尔米奥娜的儿子。在他父亲错误地关押他的母亲后死了，可能是由于悲伤。
- 克莱奥梅尼（Cleomenes） - 一个西西里的贵族，被派到德尔菲向巫师请示埃尔米奥娜的罪恶。
- 狄翁（Dion） -  一个西西里的贵族，他和克莱奥梅尼一同前往德尔菲。
- 艾米莉娅（Emilia） -  埃尔米奥娜的女侍之一。
- 阿希达穆斯（Archidamus） -  一个波西米亚贵族。

## 剧情

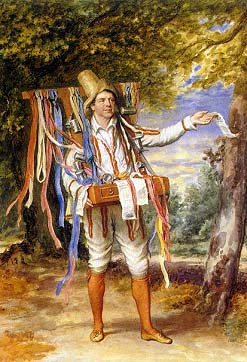
约翰·福西特（John Fawcett）饰演奥托吕科斯(1828年) ，作者：托马斯·查尔斯·维格曼

故事在简洁的开场布景下开始 進行，两个童年时期的好友同時登台，為西西里的国王莱昂特斯和波西米亚国王波利克塞尼斯。波利克塞尼斯正访问西西里王国，宾主甚欢。然而9个月后，波利克塞尼斯渴望回到自己的王国处理事务并看望他的儿子。莱昂特斯竭力挽留波利克塞尼斯，但是没有成功。莱昂特斯然后决定让他的妻子，埃尔米奥娜皇后，去试图说服波利克塞尼斯。埃尔米奥娜同意了，在三次简短的对话后获得成功。莱昂特斯对妻子如何能轻松说服波利克塞尼斯感到困惑，突然产生一个疯狂偏执，认为他怀孕的妻子和波利克塞尼斯有暧昧关系，孩子是私生子。莱昂特斯命令一个西西里的贵族卡米洛去毒害波利克塞尼斯並殺害他的兒子。
卡米洛并没有去警告波利克塞尼斯，相反与他一起逃到了波西米亚。莱昂特斯逮捕了埃尔米奥娜，罪名为通奸和谋杀他。皇后在监狱里产下了一个女儿，莱昂特斯命令安蒂冈努斯处置婴儿。在埃尔米奥娜审判中，德尔菲的巫师宣布她是无辜的，但是莱昂特斯违抗了巫师的预言。他很快得知他年幼的儿子马米留斯因悲伤而去世，这与巫师的另一个预言相符。埃尔米奥娜晕了过去并被宣告死亡。莱昂特斯对他可怜的判断悔恨万分，并许下诺言在他的余生每天悼念他死去的妻子和儿子。
安蒂冈努斯并不知道莱昂特斯改变了主意，根据莱昂特斯之前的命令，将埃尔米奥娜刚出生的女儿遗弃在波西米亚的海边。在安蒂冈努斯梦中，埃尔米奥娜似乎告诉他孩子的名字为珀迪塔（来源于拉丁语的“失落”）。他希望能怜惜一下婴儿，但是被熊驱逐离开，“Exit, pursued by a bear”是莎士比亚最著名的舞台提示之一。幸运的是，珀迪塔被牧羊人和他的儿子克洛救起。孩子的身边有大量的金钱，牧羊人变得很富有。
时间的指示人进入舞台，宣布十六年过去了。莱昂特斯花了十六年哀悼他的妻子和孩子。在波西米亚， 波利克塞尼斯和卡米洛发现弗洛里扎尔迷上了牧羊女。他们伪装出席了剪羊毛节，确认了年轻的王子弗洛里扎尔计划娶牧羊人美丽的女儿珀迪塔（她对自己的皇室血统一无所知）。波利克塞尼斯反对这桩婚姻，并威胁这对年轻人，因此他们在卡米洛的帮助下逃到了西西里。波利克塞尼斯追捕他们。最终，在无賴奥托吕科斯的一些帮助下，珀迪塔的继承物被发现，她与父亲重逢。两个国王重归于好，双方都同意弗洛里扎尔和珀迪塔的婚姻。他们都去看保利娜保管的一尊埃尔米奥娜的雕像，保利娜是安蒂冈努斯的遗孀，也是埃尔米奥娜最忠实的捍卫者。雕塑苏醒復活过来，之后发现是真正的埃尔米奥娜。她躲在雕像里面等待巫师预言的实现，并与她的女儿团聚。

## 影视改编
该剧本有两个电影版本，一个为1910年无声版本，另一个为1968年由劳伦斯·哈维 （Template:Leng）饰演莱昂特斯的版本。另一个由瓦里斯·侯赛因（英語：Waris Hussein）导演，道格瑞·斯科特（英語：Dougray Scott）主演的版本将于2009年底推出。
英国广播公司于1981年制作了一个电视版本，乔纳森·米勒（Jonathan Miller）监制，简·豪厄尔（Jane Howell）导演，杰里米·肯普（Jeremy Kemp）主演。此外英国广播公司电视还有其他几个版本。